# Pausinystalia johimbe
Espèce
Classification phylogénétique
Pausinystalia johimbe, appelé parfois seulement yohimbe ou yohimbehe, ou encore Bois bandantest un arbre du genre Pausinystalia de la famille des Rubiaceae. Il est originaire des forêts littorales d'Afrique Centrale.
Synonyme
- Corynanthe johimbe K.Schum.

## Description
Pausinystalia johimbe est un grand arbre à croissance rapide mais à diamètre modeste (50 cm). Il peut atteindre 30 m de hauteur. Son écorce est très amère et facile à écorcer.
La phyllotaxie est opposée et les feuilles sont obovales, mesurent de 15-25 cm de long, à base cunéiforme. Le patron de nervation est penné.
Les fleurs sont petites et tubulaires, de couleur blanche ou jaune. Les graines ailées sont contenues dans de petites capsules.

## Écologie
P. johimbe pousse dans les forêts littorales africaines, s'étendant du sud-est du Nigéria, au Cameroun, Zaïre et au Gabon.

## Composition
L'écorce contient des alcaloïdes indoliques de type yohimbane : la yohimbine majoritaire et plusieurs de ses isomères de la même série (corynanthine) ou à d'autres séries (pseudo-yohimbine) et allo-yohimbine, dont la répartition a été étudiée par Paris & al. (1960)
Ces substances constituent 3-15 % de la masse sèche de l'écorce. Paris et ses collègues montrent que seules les écorces du  tronc sont traditionnellement commercialisées et qu'elles justifient la mort et l'abattage de l'arbre, alors que c'est plus près de la cime, sous les premières  branches et dans les écorces  de la partie  supérieure du tronc que les teneurs en alcaloïdes sont les plus élevées (là où l'écorce est moins épaisse et moins crevassée) alors que les acheteurs recherchent les écorces épaisses et crevassées (peut-être pour être certains de ne pas être trompés sur l'essence de l'arbre). Ces auteurs notent qu'il serait aussi possible - sur des arbres abattus - de récolter l'écorces de grosses racines (même si elles ne donneraient que des quantités réduites d'écorce, plus péniblement récupérées) en raison de leur teneur élevée. 
La yohimbine est une drogue sympatholytique qui à forte dose a un effet hypotenseur et vasodilatateur des territoires vasculaires périphériques, d'où vient sa réputation d'aphrodisiaque.
L’écorce est récoltée toute l'année, au risque de faire régresser ou localement disparaitre l'espèce.

## Utilisations
En Afrique centrale, P. johimbe est une plante médicinale très largement utilisée dans les systèmes médicaux traditionnels comme aphrodisiaque, anesthésique local et comme stimulant contre la fatigue.
L'écorce est exportée en Europe pour l'industrie pharmaceutique et dans le secteur de l'herboristerie.
Avant la commercialisation du Viagra, l'usage le plus fréquent de la johimbine dans les produits pharmaceutiques sur ordonnance était le traitement de l'impuissance masculine liée au diabète.